# Бауру (микрорегион)

Бауру на карте.

Бауру (порт. Microrregião de Bauru) — микрорегион в Бразилии, входит в штат Сан-Паулу. Составная часть мезорегиона Бауру. 
Население составляет 	561 705	 человек (на 2010 год). Площадь — 	8 510,204	 км². Плотность населения — 	66,00	 чел./км².

## Демография
Согласно сведениям, собранным в ходе переписи 2010 г. Национальным институтом географии и статистики (IBGE), население микрорегиона составляет:						
| Полное население                             | Полное население                             | Полное население                             | Полное население                             | 561 705 |
| -------------------------------------------- | -------------------------------------------- | -------------------------------------------- | -------------------------------------------- | ------- |
| в том числе:                                 | Городское население                          | 529 161                                      | Процент городского населения, %              | 94,21   |
|                                              | Сельское население                           | 32 544                                       | Процент сельского населения, %               | 5,79    |
|                                              | Мужское население                            | 278 926                                      | Процент мужского населения, %                | 49,66   |
|                                              | Женское население                            | 282 779                                      | Процент женского населения, %                | 50,34   |
| Плотность населения, чел/км²                 | Плотность населения, чел/км²                 | Плотность населения, чел/км²                 | Плотность населения, чел/км²                 | 66,00   |
| Население микрорегиона в % к населению штата | Население микрорегиона в % к населению штата | Население микрорегиона в % к населению штата | Население микрорегиона в % к населению штата | 1,36    |

## Статистика
- Валовой внутренний продукт на 2003 составляет 4 855 948 628,00 реалов (данные: Бразильский институт географии и статистики).
- Валовой внутренний продукт на душу населения на 2003 составляет 8917,47 реалов (данные: Бразильский институт географии и статистики).
- Индекс развития человеческого потенциала на 2000 составляет 0,810 (данные: Программа развития ООН).

## Состав микрорегиона
В составе микрорегиона включены следующие муниципалитеты:
1. Агудус
2. Ареалва
3. Ареиополис
4. Аваи
5. Балбинус
6. Бауру
7. Бореби
8. Кабралия-Паулиста
9. Дуартина
10. Гуарантан
11. Иаканга
12. Ленсойс-Паулиста
13. Лусианополис
14. Паулистания
15. Пиражуи
16. Пиратининга
17. Понгаи
18. Президенти-Алвис
19. Режинополис
20. Убиражара
21. Уру